# Čalounění

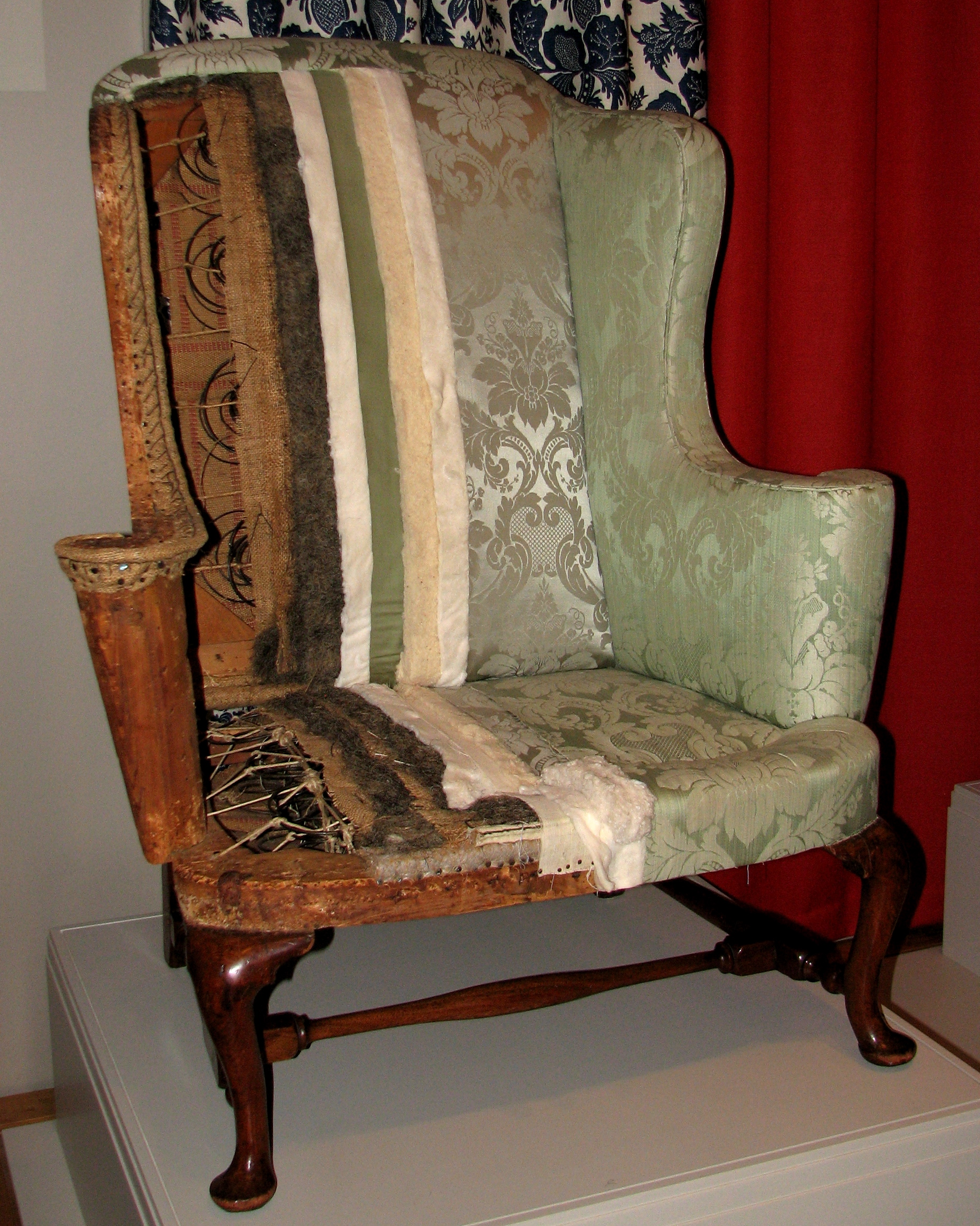
Ukázka čalounění v řezu v Winterthur Museum and Country Estate v Delaware

Čalounění je povrchová úprava materiálů a vyplnění nosných prostorů, tedy potažením látkou, kůží, koženkou, síťovinou, alcantarou či jinými přírodními i syntetickými materiály, a dále polstrování (podle polštáře) je hlubší výplň únosnými pružnými materiály nebo pružinami. Čalounění se používá k povrchové úpravě interiérů bytů, dopravních prostředků, obecně prostorů určených pro pobyt lidí. Významné je nejen pro estetický vzhled a pohodlí, nýbrž i pro bezpečnost. Největší využití čalounění je v nábytkářském průmyslu, interierů automobilů, vlaků a lodí.
Čalouněním se v čalounictví zabývá řemeslník, který se nazývá čalouník.
Při poškození čalounění se provádí přečalounění, při kterém se odstraní původní potah, případně i výplň, a nahradí se novým. Přečalounění se provádí v případech, kdy nábytek či interiér má historickou či emocionální hodnotu, případně také z důvodu finanční úspory místo nákupu celého nábytku či zařízení.
První dochované artefakty čalounění spadají do starého Řecka, Říma, dokonce i Egypta. Obyvatelé už i té doby využívali takzvaného pevného a měkkého čalounění: polstrování. Čalounění bylo pod potahovou vrstvou vyplňováno travinami, žíněmi či vlnou.

## Rozdělení
Materiály a činnosti při čalounění lze rozdělit podle účelu:
- Ryze povrchová úprava je předmětem čalounění: pevný potah, postranní upevnění, případně i prošívání a upevnění v ploše typicky pomocí knoflíků;
- Vnitřní konstrukce a výplň je řešena polstrováním: přiměřeně měkký, zároveň však i pevný a únosný materiál či konstrukce.

## Historické mezníky
- vláda Ludvíka XIV. – vznik první šité výplně
- Vídeň 1805 – první tlačené pružiny, díky kterým se stal nábytek velice pohodlným
- Rok 1953 – výroba prvního lamelového roštu